# Беренгер (граф Тулузи)
Беренгер I Мудрий (фр. Berenguer el Savi; між 790 та 800, Жирона, Каталонія, Іспанія —835) — граф Тулузи у 814—835 роках, герцог Септиманії, граф Барселони, Ампуріаса у 832-835 роках.

## Життєпис
Походив зі знатного роду Унрошидів. Син Унроша II, маркграфа Фріульського та Інгельтруди Паризької.
У 814 році франкський імператор Людовик I Благочестивий призначив його графом Тулузи замість Раймунда Рафінеля, ставленика Карла I Великого. З 816 року Беренгер входив до ради аквітанського короля Піпіна. У 819 році разом з Варіном II, графом Овернським, придушив заколот Лупо III, герцога Васконії.
У листопаді 831 року Піпін I Аквітанський, попри намагання Беренгера, повстав проти свого батька, імператора Людовика. Заколотник отримав підтримку з боку Бернарда, герцога Септиманії та графа Барселони. У 825 та 827 роках призначається палацовим інспектором імператора (missus dominicus) за дотримання правосуддя та інтересів імператора в містах Реймс, Суассон, Санліс, Бове, Лан і Католон та єпархіях Ам'єна, Камбре, Сен-Поль-сюр-Тернуаз.
Під час війни Беренгер Тулузький залишився вірним імператору. На чолі війська рушив проти Бернарда Септиманського, графа Барселони. Беренгер захопив графства Руссільон, Разес і Конфлент. 2 лютого 832 року він зайняв Ельну. Восени того ж року заколотники були розбиті. Піпіна I було захоплено в полон і позбавлено влади, а усе володіння Бернарда були передані Беренгерові.
Ставши графом Барселони та герцогом Септиманії він стикнувся з амбіціями арагонських графів. У 833 році Галіндо I, граф Арагону, захопив Сердань і Уржель. У цей час повстав Бернард Септиманський. Після значних успіхів у 834 році Бернард зажадав повернення всіх своїх володінь, хоча частина з них (Серданья, Уржель, Ампурьяса і Руссільон) вже знаходилися в руках інших власників. Для вирішення спору імператор Людовик викликав Бернадра і Беренгера до Кремьйо (поблизу Ліону), але по дорозі туди в червні 835 року Беренгер несподівано помер.

## Родина
- Регелінда, донька